# Znamiona śmierci
Znamiona śmierci – zmiany w organizmie pojawiające w ciągu pierwszych 12 godzin od momentu jego śmierci (dlatego są nazywane także wczesnymi cechami śmierci) do których zaliczane są:
- bladość pośmiertna (łac. palor mortis);
- oziębienie pośmiertne (łac. frigor mortis);
- plamy pośmiertne (łac. livores mortis);
- rozpad gnilny (łac. putrefactio);
- stężenie pośmiertne (łac. rigor mortis);
- wysychanie pośmiertne (łac. exsiccatio post mortem);
- zmiany w oku – rozszerzenie źrenic i ich niewrażliwość na światło, zmatowienie rogówki i spojówki, zwiotczenie gałki ocznej i jej zapadnięcie się do oczodołu.